# Sibling Revelry
Sibling Revelry is de elfde aflevering van het tiende seizoen van het tienerdrama Beverly Hills, 90210, die voor het eerst werden uitgezonden op 15 december 1999.

## Plot
Madeleine mag eindelijk naar huis, Janet en Steve zijn dolgelukkig dat zij nu allemaal thuis zijn. Al snel wordt duidelijk dat Steve nog moet leren om een goede vader te zijn, hij is op het begin zeer beschermend ten opzichte van zijn dochter. Iedereen wordt er gek van, zo moet iedereen eerst zijn handen wassen als zij de baby willen vasthouden en hij wil in het huis overal beschermingen plaatsen. Als hij op een nacht bij Madeleine kijkt dan is hij bang dat zij niet meer leeft omdat zij zo stil is en blijft net zo lang friemelen aan haar dat zij begint te huilen, dit tot ergernis van Janet.
Donna vertelt uiteindelijk toch aan Gina dat zij halfzussen zijn, dit slaat in als een bom bij Gina en zij is nu boos dat zij een armoedige jeugd heeft gehad en Donna in rijkdom is opgegroeid. David wil haar troosten maar zij zegt dat zij alleen wil zijn en dan belt zij Dylan op die haar opzoekt. Als zij zitten te praten dan komt David terug en ziet hun twee zitten en denkt meteen het ergste. David en Dylan krijgen woorden en bij het verlaten van het hotel dan duwt David Dylan weg en die komt onder een auto terecht. David beseft dat hij het verkeerd aangepakt heeft en twijfelt of hij nog met Gina samen moet zijn. Gina beseft dat het niet goed gaat en twijfelt of zij wel in Beverly Hills moet blijven.
Donna heeft gehoord dat de Harvard-universiteit een reünie houdt voor oud-leerlingen en aangezien Noah daar opgezeten heeft gaat zij ervan uit dat zij daarnaartoe gaan. Noah moet opbiechten tegen haar dat dit een leugentje was en dat hij daar dus niet gestudeerd heeft, Donna is nu boos op hem voor deze leugen.
Kelly beseft dat Dylan nog steeds gevoelens voor haar heeft en zij wil hem nu uittesten of dit waar is en vraagt hem ten huwelijk met de eist dat hij meteen antwoord geeft, Dylan kan deze druk niet aan en wijst haar af. Dylan geeft Kelly wel een duur cadeau aan Kelly, een schilderij ter waarde van $ 16.000,-, dit vindt Matt te gortig en wordt jaloers. Kelly blijft bevestigen dat hij dit niet zo zwaar aan moet pakken maar Matt blijft erbij dat er meer aan de hand is. Kelly besluit om bij Matt te blijven en vertelt dit ook aan Matt die hier dolblij mee is.

## Rolverdeling
- Jennie Garth - Kelly Taylor
- Ian Ziering - Steve Sanders
- Brian Austin Green - David Silver
- Tori Spelling - Donna Martin
- Luke Perry - Dylan McKay
- Joe E. Tata - Nat Bussichio
- Lindsay Price - Janet Sosna
- Daniel Cosgrove - Matt Durning
- Vanessa Marcil - Gina Kincaid
- Vincent Young - Noah Hunter
- Dianne Turley Travis - Vrouw in huis